# マイク・シュルツ
マイケル・アラン・シュルツ（Michael Alan "Mike" Schultz, 1979年11月28日 - ）は、広島、オリックスなどでプレーしていた元プロ野球選手（投手）。

## 経歴

### ダイヤモンドバックス時代
2000年にドラフト2巡目（全体69番目）でダイヤモンドバックスに入団。ダイヤモンドバックス傘下のマイナーリーグに所属した。
2001年、2002年と2年連続で右肩を手術するなど故障に悩まされたが、その後回復。
2004年7月16日、ランチョクカモンガ戦の7回表に1イニング5奪三振を記録している。先頭打者デヴィッド・ゲイツを三振で1アウト。次の打者も三振したものの、暴投による振り逃げで出塁。その後ヒット、野選などで3人が出塁し、続く打者を三振で2アウト。ヒットをはさみ、次の打者を三振に打ち取ったものの再び振り逃げで出塁。ヒットをはさみ、10人目の打者ゲイツからイニング2個目の三振をとり3アウト。マイナーでは過去に少なくとも3回記録されていた。なお試合は4-19で大敗した。
2005年には2Aで63試合に登板。
2006年には3Aツーソンで48試合に登板。
2007年4月20日にメジャー初登板を果たし、1イニングを無失点に抑えた。メジャー登板はこの1試合のみ。3Aでは55試合に登板し、4勝5敗4セーブ、防御率3.92という成績を残した。同年オフ、広島東洋カープと契約。

### 広島時代
2008年キャンプでの右肩痛で開幕は出遅れたが、シーズン途中の交流戦から一軍昇格。150キロをコンスタントに越える角度のあるストレートを武器に、抑えの永川勝浩に繋ぐセットアッパーとして活躍した。このシーズンは55試合に登板し、18ホールド、防御率3.23を記録した。
2009年は、球団記録にわずかに1試合届かなかったものの、22試合連続無失点を記録。6月5日のソフトバンク戦では1球セーブを記録。シーズン中盤には少し調子を落としたが、年間を通じて安定感のあるピッチングで広島の勝利の方程式の一角を担い、最終的にはセ・リーグ2位となる73試合に登板し、5勝3敗、セ・リーグ1位の35ホールド、防御率2.28という成績を残した。
2010年は、当初は抑えに回り活躍したが、腰痛のため5月に米国へ一時帰国。その結果、腰椎椎間板ヘルニアと診断され、6月に手術を受けた。以降のシーズンを棒に振り、1敗7セーブに留まった。
2011年は19試合の登板にとどまり、12月2日に自由契約公示された。

### ナショナルズ時代
2012年3月2日にワシントン・ナショナルズとマイナー契約を結ぶが、7月に放出された。

### オリックス時代
2013年はオリックス・バファローズの春季キャンプにテスト生として参加し、チーム内の練習試合2試合に登板して2回被安打0と好投した。2月22日に球団からテストに合格したことが発表された。しかしシーズン中の7月29日に戦力外通告を受け、8月5日に同僚のスティーブ・ハモンドとともに自由契約公示された。

## プレースタイル
2メートルを超す長身からナチュラルに動く最速156km/hの速球に縦横のスライダー、チェンジアップなどを交えて奪三振の山を築く。走者を背負っての闘争心のある投球に自信があり、自分は中継ぎ向きの選手だと述べている。
来日当初はクイックに課題があり、2008年は走者がいても脚を高く上げていたため簡単に盗塁を許していたが、2009年からはモーションこそ大きいものの摺り足に近いフォームに改良し、走者を簡単にスタートさせないようになった。

## 詳細情報

### 年度別投手成績
| 年 度    | 球 団      | 登 板 | 先 発 | 完 投 | 完 封 | 無 四 球 | 勝 利 | 敗 戦 | セ 丨 ブ | ホ 丨 ル ド | 勝 率 | 打 者 | 投 球 回 | 被 安 打 | 被 本 塁 打 | 与 四 球 | 敬 遠 | 与 死 球 | 奪 三 振 | 暴 投 | ボ 丨 ク | 失 点 | 自 責 点 | 防 御 率 | W H I P |
| -------- | ---------- | ----- | ----- | ----- | ----- | -------- | ----- | ----- | -------- | ----------- | ----- | ----- | -------- | -------- | ----------- | -------- | ----- | -------- | -------- | ----- | -------- | ----- | -------- | -------- | ------- |
| 2007     | ARI        | 1     | 0     | 0     | 0     | 0        | 0     | 0     | 0        | 0           | ----  | 3     | 1.0      | 1        | 0           | 0        | 0     | 0        | 1        | 0     | 0        | 0     | 0        | 0.00     | 1.00    |
| 2008     | 広島       | 55    | 0     | 0     | 0     | 0        | 3     | 4     | 0        | 18          | .429  | 222   | 53.0     | 47       | 1           | 20       | 2     | 0        | 43       | 2     | 0        | 20    | 19       | 3.23     | 1.26    |
| 2009     | 広島       | 73    | 0     | 0     | 0     | 0        | 5     | 3     | 1        | 35          | .625  | 298   | 75.0     | 57       | 0           | 22       | 0     | 0        | 72       | 2     | 0        | 19    | 19       | 2.28     | 1.05    |
| 2010     | 広島       | 11    | 0     | 0     | 0     | 0        | 0     | 1     | 7        | 1           | .000  | 43    | 10.1     | 10       | 0           | 2        | 0     | 0        | 8        | 1     | 0        | 5     | 4        | 3.48     | 1.16    |
| 2011     | 広島       | 19    | 0     | 0     | 0     | 0        | 0     | 0     | 0        | 9           | ----  | 82    | 17.0     | 22       | 1           | 11       | 0     | 1        | 7        | 1     | 0        | 7     | 2        | 1.06     | 1.94    |
| 2013     | オリックス | 1     | 0     | 0     | 0     | 0        | 0     | 0     | 0        | 0           | ----  | 3     | 1.0      | 0        | 0           | 0        | 0     | 0        | 1        | 0     | 0        | 0     | 0        | 0.00     | 0.00    |
| MLB：1年 | MLB：1年   | 1     | 0     | 0     | 0     | 0        | 0     | 0     | 0        | 0           | ----  | 3     | 1.0      | 1        | 0           | 0        | 0     | 0        | 1        | 0     | 0        | 0     | 0        | 0.00     | 1.00    |
| NPB：5年 | NPB：5年   | 159   | 0     | 0     | 0     | 0        | 8     | 8     | 8        | 63          | .500  | 648   | 156.1    | 136      | 2           | 55       | 2     | 1        | 131      | 6     | 0        | 51    | 44       | 2.53     | 1.22    |

- 2013年度シーズン終了時
- 各年度の太字はリーグ最高

### 記録
NPB
- 初登板：2008年5月21日、対福岡ソフトバンクホークス2回戦（福岡Yahoo!JAPANドーム）、7回裏一死に3番手で救援登板、2/3回無失点
- 初奪三振：2008年5月23日、対オリックス・バファローズ1回戦（京セラドーム大阪）、7回裏に濱中治から空振り三振
- 初勝利：2008年5月25日、対千葉ロッテマリーンズ1回戦（広島市民球場）、8回表に6番手で救援登板、1回無失点
- 初ホールド:2008年5月29日、対埼玉西武ライオンズ2回戦（広島市民球場）、8回表に2番手で救援登板、1回無失点
- 初セーブ：2009年6月5日、対福岡ソフトバンクホークス3回戦（MAZDA Zoom-Zoom スタジアム広島）、7回表二死に4番手で救援登板・完了、1/3回無失点（雨天コールド）

### 背番号
- 70（2008年 - 2011年）
- 42（2013年）